# Krótkowarg elektryczny
Krótkowarg elektryczny (Chilobrachys natanicharum) – gatunek pająka z rodziny ptasznikowatych (Theraphosidae), zamieszkującego Tajlandię. Agresywny i bardzo silnie jadowity pająk. Hodowany również w terrarystyce i polecany tylko doświadczonym hodowcom.

## Występowanie i środowisko
Zamieszkuje Tajlandię; miejsce typowe to Khuekkhak w dystrykcie Takua Pa w prowincji Phang Nga (Półwysep Malajski). Żyje w norach i jamach. Jego środowiskiem życia są lasy tropikalne do wysokości ok. 60 m n.p.m. Spotykany jest także w namorzynach, gdzie przebywa blisko drzew. Krótkowarg elektryczny (Chilobrachys natanicharum) jest gatunkiem podziemnym.

## Nazwa gatunku
Epitet gatunkowy został wylicytowany na aukcji przez firmę deweloperską Nichada Properties Co. z Tajlandii. Jest on połączeniem imion założycieli tej firmy: Natakorna Changrewa i Nichady Changrew. Pieniądze z aukcji przeznaczone zostały na edukację dzieci z plemienia Lahu oraz leczenie osób chorych na nowotwory w Tajlandii. Zanim został oficjalnie opisany w 2023 roku, w terrarystyce znany był pod nazwą Chilobrachys sp. electric blue.

## Opis

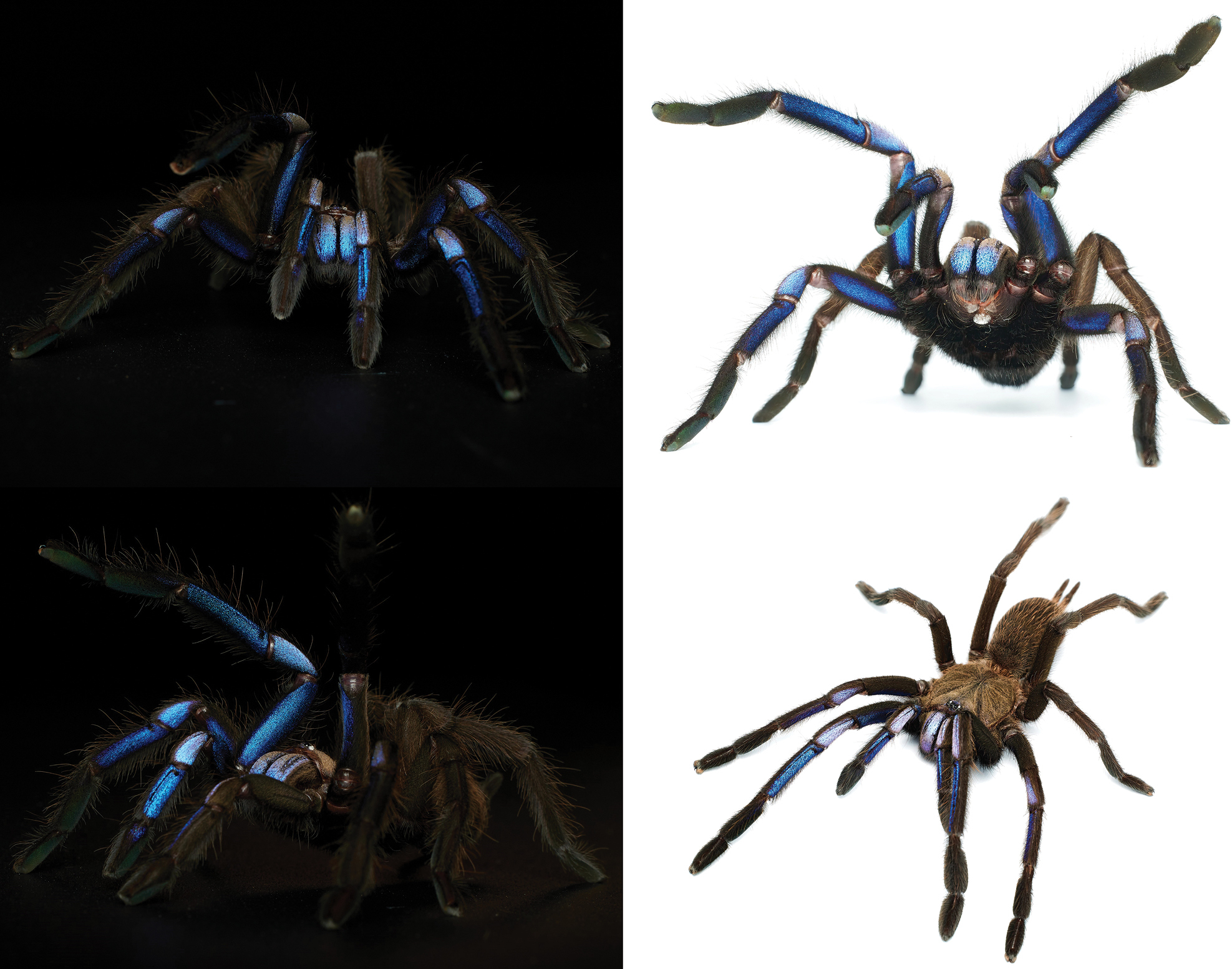
C. natanicharum

Dorosła samica osiąga do 8 cm długości ciała.
Ubarwienie brązowe, nogi ciemnoszare (u samicy brązowawe), biodro, krętarz i rzepka pokryte brązowo-szarymi włoskami. Golenie pokryte białoszarymi włoskami (bardziej widoczne u samca). U samicy od mniej więcej 5 wylinki zaczynają pojawiać się niebieskie, połyskujące włoski na spodzie ud, rzepek oraz goleni. Przedstopie i stopę ma fioletową. Niebieski połysk spowodowany jest specyficzną nanostrukturą włosów. Wyraźny dymorfizm płciowy. Samiec ma gęsto owłosione odnóża. Też posiada niebieskie włoski, lecz znajdują się one jedynie na rzepce i są słabo widoczne.
Samica krótkowarga elektrycznego (Chilobrachys natanicharum) żyje do 10 lat, samiec umiera po około 4 miesiącach od ostatniego linienia.

## Temperament i jad
Krótkowarg elektryczny (C. natanicharum) jest agresywnym ptasznikiem, dysponującym bardzo silnym jadem, który powoduje silne pieczenie, zawroty głowy, opuchliznę, a także skurcze mięśni.